# Ахмед Махер
Ахмед Махер (нар. 2 грудня 1980, Александрія, Єгипет) — один із співзасновників Молодіжного руху 6 квітня, видатний учасник виступів у Єгипті в 2011 році проти президента Хосні Мубарака.

## Особисті дані
Ахмед Махер — інженер-будівельник, працює в будівельній фірмі в Нового Каїра.

## Громадська діяльність
Махер намагався організувати кілька демонстрацій після квітня 2008 року. Однак, його зусиллям перешкодили єгипетські сили безпеки та внутрішні розбіжності всередині Молодіжного руху 6 квітня.
У червні 2010 року Махер допоміг організувати протест щодо вбивства єгипетською поліцією Халеда Саїда, молодого мешканця Александрії.
Махер висловлював підтримку Мухаммеду аль-Барадаї на президентство під час виборів 2011 року.

## Акторська діяльність
Ахмед Махер взяв участь у зніманнях у фільмі «Як почати революцію» (англ. How to Start a Revolution) в 2011 році, який нагородила Британська академія телебачення та кіномистецтва.